# Quintus Caecilius Metellus Pius
Pour les articles homonymes, voir Caecilii Metelli.

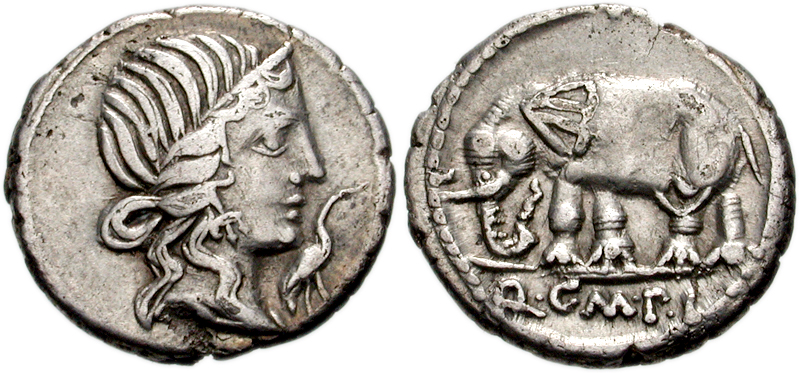
Monnaie de Metellus

Quintus Caecilius Metellus Pius (vers 130 av. J. Chr. – 63 av. J. Chr.) est un général et romain républicain, partisan de Sylla. D'abord légat de Lucius Cornelius Sylla, il fut successivement préteur (89 av. J.-C.), consul (80 av. J.-C.), et proconsul d'Hispanie ultérieure (79 av. J.-C.). Il se distingue dans la guerre sociale, puis appuie le retour en Italie de Sylla en 83 av. J.-C. qui le nomme pontifex maximus. En tant que gouverneur d'Hispanie ultérieure, il écrase Hirtuleius en 76 av. J.-C., mais ne vient à bout de Sertorius et de Perpenna que grâce à Pompée, en 72 av. J.-C.. De retour à Rome, il obtient les honneurs du triomphe l'année suivante.
Son surnom « le pieux » est un hommage à ses tentatives opiniâtres de faire rappeler son père d'exil.

## Biographie

### Jeune officier
Metellus Pius était par son père, le consul Quintus Caecilius Metellus Numidicus, un membre de la famille des Caecilii Metelli, branche la plus prestigieuse de la gens Caecilia. Il accompagne son père comme cadet (contubernalis) en Numidie au début de la guerre de Jugurtha, mais son père est rappelé à Rome en 107 av. J.-C. à la suite de la campagne menée par Caius Marius. Ce dernier, avec l'appui de Lucius Appuleius Saturninus, fait bannir Numidicus en 100 av. J.-C. : dès lors, Metellus Pius fait campagne pour faire rappeler son père à Rome. Il présente une pétition au Sénat en 99 av. J.-C., et par son zèle obtient enfin du tribun de la plèbe Quintus Calidius un décret de pardon en 98 av. J.-C.. En hommage à son amour filial et sa détermination, ses contemporains lui donnent le surnom de Pius.
Dans les années 90 av. J.-C., grâce à la faveur retrouvée de sa famille, Metellus Pius est élu au Collège des pontifes. Lorsqu'éclate la Guerre sociale, il est porté au grade de légat, et est affecté probablement sous les ordres du consul Pompeius Strabo, avec lequel il remporte quelques batailles contre les Marses. En reconnaissance de sa valeur militaire, il est élu préteur l'année suivante, (88 av. J. Chr.), avec la mission d'enrôler le plus possible d'alliés italiotes en l'espace de deux mois, en vertu de la Lex Plautia Papiria. S'étant acquitté de cette tâche, Metellus Pius est réaffecté comme officier, où il prend la relève de Caius Cosconius sur le front sud. Il dévaste les territoires voisins de l'Apulie, s'empare de la ville de Venusia et défait le chef italiote, Quintus Pompaedius Silo, qui trouve la mort lors du sac de Venusia,,.
En 87 av. J.-C., Metellus Pius est élevé au rang de propréteur, et chargé de porter la guerre dans le Samnium ; mais quelques mois plus tard, une querelle entre les deux consuls en exercice, Cinna et Gnæus Octavius, compromet la poursuite des opérations militaires. Cinna, chassé de Rome, conspire avec le magistrat en exil Caius Marius, et tous deux mettent le siège devant Rome. La guerre n'en est encore qu'à ses débuts, et le Sénat, pressentant le besoin de troupes et d'officiers supplémentaires, charge Metellus Pius de faire une paix séparée avec les Samnites.
Metellus marche sur Rome, campe au pied des Monts Albains, accompagné de Publius Crassus. Il organise une entrevue avec le général Gnæus Octavius qui a abandonné Rome, mais l'armée de Metellus exige qu'il prenne le commandement des troupes de Gnæus Octavius, et la jonction des deux armées échoue. Alors le Sénat lui enjoint de négocier avec Cinna, qui vient d'être reconnu comme seul consul légitime,. Mais le couvre-feu instauré par Cinna à Rome, et les exécutions de Caius Marius incitent Metellus à abandonner Rome et prendre position en Afrique,.

### Partisan de Sylla
Arrivé en Afrique au début de 86 av. J.-C., Metellus Pius lève sa propre armée avec l'aide de ses clients, avec l'intention de rallier Lucius Cornelius Sylla, principal adversaire de Cinna et de Marius. Il est rejoint par Marcus Crassus, avec lequel il se brouille très vite : Crassus doit partir et tenter de rallier Sylla en Grèce,. Metellus agit en tant que gouverneur proconsulaire d'Afrique, au mépris des décrets de Cinna et du régime établi à Rome. Néanmoins, les partisans de Marius ne lui trouvent un remplaçant, Caius Fabius Hadrianus (en), qu'en 84 av. J.-C. Hadrianus contraint Metellus Pius à fuir en Numidie et, avec son allié numide Hiempsal II, en Mauretanie. De là, Metellus Pius parvient à traverser en Ligurie au cours de l'hiver 84-83.
Mais dès 83 av. J.-C., Sylla est de retour du front d'Orient et marche vers Rome pour l’ultime confrontation avec Marius et ses partisans. Metellus Pius fait en sorte d'être le premier, avec toute son armée, à acclamer son champion sur la Via Appia. Comme beaucoup d'aristocrates, il n'a choisi le camp de Sylla que par intérêt, non par idéologie ; quant à Sylla, voyant que Metellus détient de fait une autorité proconsulaire, il en fait son principal homme de main,. Alors, dès le mois de juillet 83, le Sénat, à l'instigation du consul Cnaeus Papirius Carbo, proclame Metellus Pius « sacer », c'est-à-dire ennemi public.
En 82, Sylla l'envoie défendre les provinces nord de l'Italie, et accompagné du jeune Cnæus Pompeius, Metellus Pius attaque et défait Caius Carrinas (en) à Picenum ; puis il écrase Papirius Carbo et Caius Norbanus à Faventia, pacifiant ainsi la Gaule Cisalpine. Sylla, désormais maître de Rome, rétribue ses partisans : Metellus Pius est élevé au rang de monetalis puis, à la suite du meurtre de Quintus M. Scævola en 81, pontifex maximus.
Au cours de ces trois années, il apparaît comme le plus fidèle collaborateur de Sylla. Partisan conservateur des prérogatives du Sénat, il combat sans relâche les derniers populares, partisans de Marius et Cinna, tout en évitant d'être mêlé aux proscriptions qui suivent la dictature de Sylla. En 80, Sylla le prend comme collègue,, puis l'envoie fonder une nouvelle colonie à Aléria pour les vétérans. Metellus Pius use de sa position pour faire porter à la préture Quintus Calidius, qui avait fait rappeler son père d'exil.

### La guerre contre Sertorius
Profitant de ses fonctions de consul, Quintus Sertorius, adversaire de Sylla, s'était replié en Hispanie pour faire sécession d'avec Rome. Après avoir déposé le gouverneur d'Hispanie ultérieure, devenue province consulaire, le Sénat choisit d'y envoyer Metellus Pius, dont le mandat de consul venait à échéance, avec mission de reprendre la guerre contre Sertorius,. Metellus barra le passage à Sertorius et Marcus Perperna Veiento, en dressant une ligne fortifiée depuis Metellinum (l'actuelle ville de Medellín) jusqu'à Caeciliana, dans les environs de Setúbal, en passant par Castra Caecilia (l'actuelle ville de Cáceres) et Viccus Caecilius, sur la Sierra de Gredos.
Mais d'emblée, il fut clair que Metellus Pius ne pourrait lutter contre Sertorius : la tactique de guérilla à laquelle il dut faire face lui amenait défaite après défaite. Son légat Thorius, envoyé au secours du gouverneur d'Hispanie citérieure, le préteur Marcus Domitus Calvinus, fut défait par Sertorius,. Repoussé sur le Tage (79 av. J. Chr.), puis battu à Lacobriga en 78, Metellus Pius n'eut plus d'autres ressources que d'en appeler au gouverneur de Gaule transalpine, lequel fut vaincu à son tour par un légat de Sertorius,. À bout de forces, Pius finit par abandonner l'Hispanie.
Les consuls de l'exercice 78 ayant décliné l'offre qui leur était faite, de rejoindre l'armée de Metellus Pius en tant que proconsuls d’Hispanie à la fin de leur mandat, le Sénat, confronté aux échecs successifs de Metellus, se résolut à la fin de l'année 77 à solliciter l’intervention de Pompée, mis à la tête d'une nouvelle armée. Il prorogea de deux années le mandat de Metellus en tant que gouverneur. Contraints de remporter coûte que coûte une victoire contre Sertorius, les deux généraux furent bien forcés de coopérer ; quant à Sertorius, il décida de concentrer ses efforts contre les légions de Pompée, laissant à ses aides de camp le soin de contenir les démonstrations de Metellus.
Presque immédiatement, cette coordination s'avéra payante : Metellus défit L. Hirtuleius, questeur de Sertorius, à Italica en 76, puis tua son adversaire au combat à Ségovie l'année suivante. Il vint ensuite à l'aide de Pompée, qui venait d'être battu à Sucro : refusant d'attendre son collègue, Pompée avait engagé prématurément le combat. Réunis, les deux généraux loyalistes vainquirent finalement Sertorius à Saguntum, et Pius fut acclamé imperator par ses hommes,.
Après avoir passé l'hiver en Gaule, Metellus Pius revint en Hispanie en 74. Il s'empara des villes de Bilbilis et de Segobriga, avant de faire sa jonction avec Pompée pour le siège de Calagurris, qu'ils durent toutefois lever à l'approche de Sertorius ; Pius repartit en Gaule,. Au cours de l'année 73, il remporta avec Pompée une série de victoires qui permit à ce dernier de se charger seul des ultimes phases de combat, culminant avec l'assassinat de Sertorius en 72. La guerre terminée, Metellus fit lever de nouveaux impôts en Hispanie ultérieure. Le mandat de Metellus Pius prit fin en 71 : ayant repassé les Alpes, il congédia son armée et reçut les honneurs du triomphe aux côtés de Pompée le 30 décembre 71 av. J.-C., ; c'était cependant un triomphe amer, car en l'espace de huit ans, il n'avait pas une fois été en mesure de vaincre Sertorius, et ce n'est qu'après avoir assassiné leur général que les soldats de Sertorius avaient dû céder devant l'habileté stratégique de Metellus Pius.

### Fin de carrière
Quoiqu'il eût combattu victorieusement avec Pompée en Hispanie, Metellus Pius s'opposa politiquement aux initiatives privées de son ancien collègue tout au long des années 60. Si Pompée lui-même était alors intouchable, le ressentiment des sénateurs se donnait libre cours contre ses clients et anciens collaborateurs. Lorsque l'ex-tribun de la Plèbe et collègue de Pompée, Caius Cornelius, fut accusé de majestas, la chambre d'accusation fit citer comme témoins plusieurs anciens consuls notoirement anti-Pompéiens, dont Metellus Pius.
Les campagnes de Metellus Pius en Espagne contre Sertorius lui valurent le respect des historiens romains, particulièrement celle de Frontin qui le cite fréquemment en exemple dans ses Stratagemata. Metellus Pius était l'ami et le mécène du célèbre poète Archias. On admet généralement que Pius est mort vers 63 av. J. Chr., année où Jules César lui a succédé en tant que Pontifex Maximus.

## Sa famille
Metellus avait épousé Licinia Crassa Secunda, fille du fameux orateur Lucius Licinius Crassus, mais cette union resta stérile et, suivant la tradition romaine, il adopta le fils de son cousin Publius Cornelius Scipio, qui prit le nom de Quintus Caecilius Metellus Pius Scipio Nasica.

## Dans les œuvres de fiction
Metellus Pius est l'un des principaux personnages de la trilogie Les Maîtres de Rome de Colleen McCullough. La romancière l'imagine affligé d'un bégaiement, et ses concitoyens, de même que Sylla, le surnomment « le porcinet. »
Ce général est également évoqué dans le cycle romanesque SPQR de John Maddox Roberts, en tant qu'oncle du héros, Decius Metellus.